# Michał Włochowicz
Michał Włochowicz – poseł do Sejmu Krajowego Galicji II kadencji (1869), mieszczanin ze Skałatu.
Wybrany w IV kurii obwodu Tarnopol, z okręgu wyborczego nr 38 Skałat-Grzymałów 29 stycznia 1869, ponieważ wcześniej trwał konflikt w komisji wyborczej obliczającej głosy